# Sint Anthonis
Sint Anthonis  è stato un comune olandese di 11 846 abitanti situato nella provincia del Brabante Settentrionale.
Dal 1º gennaio 2022 la municipalità di Sint Anthonis è stata soppressa e il suo territorio, insieme a quello delle ex-municipalità di Boxmeer, Cuijk, Grave e Mill en Sint Hubert, è andato a formare la nuova municipalità di Land van Cuijk.